# Andriej Wołkonski
Andriej Michajłowicz Wołkonski (ros. Андрей Михайлович Волконский; ur. 14 lutego 1933 w Genewie, zm. 16 września 2008 w Aix-en-Provence) – rosyjski kompozytor i klawesynista.

## Życiorys
Pochodził z rosyjskiej rodziny książęcej. Studiował w Genewie u Johnny’ego Auberta (1944–1945) oraz w Paryżu u Nadii Boulanger i Dinu Lipattiego (1945–1947). W 1947 roku osiadł w ZSRR, gdzie ukończył studia w klasie fortepianu w konserwatorium w Tambowie. W latach 1950–1954 uczył się w Konserwatorium Moskiewskim w klasie Jurija Szaporina, został jednak wydalony z uczelni przed uzyskaniem dyplomu. W 1955 roku wspólnie z Rudolfem Barszajem powołał do życia Moskiewską Orkiestrę Kameralną. Wkrótce zaczął występować jako klawesynista, w 1964 roku założył wykonującą muzykę dawną grupę muzyczną Madrigał, z którą koncertował w ZSRR, Czechosłowacji i NRD. 
Od końca lat 50. związany był z nonkonformistycznymi ruchami artystycznymi. Interesował się potępianymi przez władze radzieckie awangardowymi prądami w muzyce takimi jak dodekafonia. W 1964 roku wykonywanie jego kompozycji zostało zakazane w ZSRR. W 1973 roku emigrował ze Związku Radzieckiego do Szwajcarii. Od 1981 roku założył w Genewie trio Hoc Opus. Od 1987 roku mieszkał w Aix-en-Provence. Występował jako solista i kameralista grając na klawesynie i fortepianie, dokonał nagrania płytowego Das Wohltemperierte Klavier J.S. Bacha.
Opublikował pracę Osnowy tiempieracyi (Moskwa 1998).

## Twórczość
Początkowo tworzył w stylistyce neoklasycznej. W połowie lat 50. zwrócił się ku nowym prądom w muzyce. Należał do pionierów muzyki współczesnej w ZSRR, jego Musica stricta z 1956 roku uważana jest za pierwszy utwór radzieckiego kompozytora napisany w całości z wykorzystaniem techniki serialnej. Przełomowe znaczenie miały także jego występy z zespołem Madrigał, w których po raz pierwszy na gruncie rosyjskim zaprezentowany został autentyzm w wykonawstwie muzyki dawnej.

## Wybrane kompozycje
(na podstawie materiałów źródłowych)

### Utwory orkiestrowe
- Koncert (1953)
- Serenada (1953)
- Capriccio (1954)
- Sierienada nasiekomomu na orkiestrę kameralną (1958)
- Immobile na fortepian i orkiestrę (1978)

### Utwory kameralne
- 2 kwartety smyczkowe (I 1955, II 1958)
- Trio smyczkowe (1951)
- Kwintet fortepianowy (1955)
- Sonata na altówkę i fortepian (1956)
- Muzyka na 12 instrumentów (1957)
- Igra wtrojom na flet, skrzypce i klawesyn (1962)
- Uziełki wriemieni na 3 grupy instrumentalne (1969)
- Pieriekriostok na syntezator, fortepian, obój, 2 fagoty, 2 rogi, skrzypce i kontrabas (1992)

### Utwory fortepianowe
- Sonata (1949)
- Musica stricta (1956)

### Utwory wokalno-instrumentalne
- 2 pieśni japońskie na chór dziecięcy i instrumenty elektryczne (1958)
- Siuita zierkał na sopran i zespół instrumentów (1960)
- Żałoby Szczazy na sopran, rożek angielski, perkusję, klawesyn, skrzypce i altówkę (1962)
- Stranstwujuszczij koncert na głos, flet, skrzypce, instrumenty smyczkowe i perkusję (1967)
- 148. Psalm na 3 głosy lub 3-głosowy chór, organy i kotły (1980)
- Was noch lebt... na mezzosopran i trio smyczkowe (1985)

### Kantaty
- Obraz mira do tekstu Paula Éluarda (1952)
- Ruś do tekstu Nikołaja Gogola (1952)

### Happening
- Rieplika na głosy i instrumenty (1970)